# Wolfgang Schmidt-Koehl
Wolfgang Schmidt-Koehl (* 1924; † 5. Mai 2006) war ein deutscher Bergwerksdirektor und Vorstandsmitglied der Saarbergwerke AG in Saarbrücken.

## Leben
Wolfgang Schmidt-Koehl absolvierte ein Studium im Bergwesen mit Abschluss als Diplomingenieur und trat 1951 in den saarländischen Bergbaudienst ein. Dort stieg er bis zum Bergwerksdirektor auf und war in den Jahren von 1962 bis 1985 Vorstandsmitglied der Saarbergwerke AG. 
Er war beteiligt an der Kooperationsarbeit der Saarbergwerke AG mit der École nationale supérieure des mines de Nancy (Ingenieurschule). 1964 war er unterwegs auf einer Studienreise in die USA.
Mitglieder des Ausschusses für Grubensicherheit des NRW-Landtags hielten am 15. Januar 1976 ihre erste Sitzung bei der Saarbergwerke AG ab. Ein wichtiger Punkt des Arbeitsprogramms war die Einfahrt auf der Grube Ensdorf. Dabei gab Schmidt-Koehl einen Überblick über die technische und wirtschaftliche Situation des Saarbergbaus.
1984 trat er in den Ruhestand.
Über die Vergütungen aus der Tätigkeit im Vorstand oder im Aufsichtsrat von Unternehmen der Saarbergwerke AG brachte die Fraktion der Grünen am 5. März 1985 eine Kleine Anfrage in den Bundestag ein.

## Publikationen
- 1965 Technisch-wirtschaftliche Auswirkungen der Stillegung unwirtschaftlicher Schachtanlagen und Zusammenfassung der Förderung auf wenige Zentralförderanlagen größerer Kapazität Google books
- 1967 Geologische und lagerstättenkundliche Untersuchungen über die Herkunft und das Auftreten von Grubengas im SteinkohlengebirgeGoogle books
- Zahlreiche Beiträge in der Zeitschrift „Saarheimat“ und im Saarbrücker Bergbaukalender